# 鸣恐鹤
鸣恐鹤或称鸣鸟，是一种生活在渐新世中晚期的骇鸟科，与副鸣恐鹤或称副雷鸣鸟有着较近的亲缘关系，虽然目前发现的标本数量较少，但已有的标本指出鸣恐鹤是最大的骇鸟之一。